# François de Luxembourg, duc de Piney
François de Luxembourg, duc de Piney (* 1542; † 1613 auf Schloss Pougy) war ein französischer Adliger, Militär und Diplomat.

## Leben
François de Luxembourg war der dritte Sohn von Antoine II. de Luxembourg, Graf von Brienne († 1557) und Marguerite de Savoie († 1591). Er begann eine Laufbahn in der Kirche und war bereits Abt von Isle und Hautefontaine geworden sowie als Bischof von Laon vorgesehen, als er den geistlichen Stand aufgab und fortan am königlichen Hof lebte.
Mit dem Tod seines Vaters 1557 wurde er Comte de Roussy.
Im Jahr 1570 kaufte er ein Hôtel particulier an der Rue de Vaugirard, das er Hôtel du Luxembourg nannte und heute das Petit Luxembourg neben dem Palais du Luxembourg und seit 1825 der Sitz des Senatspräsidenten ist. Dieses Hôtel particulier war Mitte des 16. Jahrhunderts gebaut worden und wurde 1612 dann von François de Luxembourg an die Königinmutter Maria de’ Medici verkauft.
An der Krönung Heinrichs III. (13. Februar 1575) und dessen Hochzeit mit Louise de Lorraine-Vaudémont (15. Februar 1575) nahm er teil. Am 17. Februar forderte Heinrich III. ihn auf, seine ehemalige Mätresse Renée de Rieux, demoiselle de Châteauneuf zu heiraten, so wie er (Heinrich) die ehemalige Mätresse François de Luxembourgs geheiratet habe; François erbat sich Bedenkzeit und erhielt drei Tage, die er nutzte, um vom Hof zu fliehen. Renée de Rieux wiederum setzte sich nach Italien ab.
Heinrich III. trug ihm die Weigerung nicht nach. Er ernannte ihn zum Mitglied seines Conseil privé, Capitaine von 50 Hommes d’Armes seiner Ordonnanz, und beauftragte ihn mit der Begleitung der Königinwitwe Elisabeth von Österreich bei deren Rückkehr nach Wien, die am 5. Dezember 1575 begann.
Am 21. Dezember 1579 wurde er zum Ritter im Orden vom Heiligen Geist ernannt, die Aufnahme erfolgte am 31. Dezember. Im Oktober 1581 (registriert 29. Dezember 1581) erhob König Heinrich III. aufgrund seiner „großen und bemerkenswerten Dienste“ die Baronie Piney zum Herzogtum Piney und ihn zum Pair von Frankreich. Zudem war er Baron und ab 1587 Prince de Tingry, Baron de Hucqueliers et de Hédineux. 1608 wurde er noch Comte de Ligny.
1586 wurde er als französischer Gesandter beim Heiligen Stuhl nach Rom gesandt, um Papst Sixtus V. zu dessen Wahl zu gratulieren. 1589 nahm er an der Belagerung von Paris teil, in deren Verlauf Heinrich III. am 2. August ermordet wurde. Nach dem Mord versammelten sich die Fürsten und wichtigsten Herren bei ihm in der Rue de Vaugirard, um über ihre Haltung zu Heinrich IV. zu beraten: sie entschieden, einen von ihnen zum Papst zu schicken, um ihm die Gründe darzulegen, die sie veranlasst hatten, Heinrich IV. anzuerkennen und bestimmten François de Luxembourg für diese Aufgabe.
Da der Papst keine abschließende Entscheidung traf, musste François de Luxembourg im Jahr 1591 auf das Thema zurückkommen – und trat in dem bei der Belagerung von Chartres verfassten Brief nach Rom als „Duc de Luxembourg“ auf, also unter dem Namen, den er sich selbst gegeben hatte und den auch seine Nachkommen später genutzt haben werden.
Drei Jahre später, am 27. Februar 1594, vertrat er bei der Krönung Heinrichs IV. in Chartres die weltlichen Fürsten gemeinsam mit Conti, Soissons, Montpensier, Retz und Ventadour, und wurde dann vom König erneut nach Rom gesandt, um Papst Clemens VIII. nach Heinrichs Übertritt zum Katholizismus dessen Gehorsams zu versichern.
Sechs Jahre später (nach dem Tod von Gabrielle d’Estrées am 10. April 1599 und der Annullierung der Ehe mit Margarete von Valois (Reine Margot) am 24. September 1599 durch Papst Clemens VIII.) wurde er ein weiteres Mal nach Italien gesandt, diesmal, um die Ehe Heinrichs IV. mit Maria de’ Medici auszuhandeln: der Ehevertrag wurde am 25. April 1600 geschlossen.
In den folgenden Jahren hielt Maria de’ Medici sich häufig im Hôtel de Luxembourg auf, ließ auch ihren ältesten Sohn, den Dauphin Ludwig, im weitläufigen Park, der zum Hotel gehörte, seine Freizeit verbringen. Zwei Jahre nach dem Tod Heinrichs IV. kaufte die Königinwitwe das Hôtel de Luxembourg und begann dann, daran angrenzend das Palais du Luxembourg bauen zu lassen.
François de Luxembourg, Duc de Piney, genannt Duc de Luxembourg, starb im Jahr darauf, je nach Quelle Ende August oder im September auf seinem Schloss Pougy nordöstlich von Troyes.

## Ehen und Familie
François de Luxembourg heiratete am 13. November 1576 in erster Ehe Diane de Lorraine (* 10. November 1558; † 25. Juni 1586 in Ligny), Tochter von Claude de Lorraine, duc d’Aumale, Pair de France, und Louise de Brézé, eine Kusine zweiten Grades de Königin. Ihre Kinder waren:
- Henri (* 11. Oktober 1583; † 23. Mai 1616 in Jargeau oder Gergeau), 1613 2. Duc de Luxembourg et de de Piney, Pair de France, Prince de Tingry, Comte de Brienne, de Ligny et de Roussy, Souverain d’Aigremont, Baron de Vendœuvre, de Thoré, de Montbron, de Dangu, de Savoisy, de Macy, de Torotte, de Saint-Martin-d’Ablois, de Liencourt, de Bellemont, de Châteauneuf, de Gandelu, de Fay et de Saint-Pierre-en-Artois, bestattet in der Franziskanerkirche von Ligny; ⚭ (Ehevertrag 19. Juni 1597) Madeleine de Montmorency, Dame de Montbron, de Thoré, de Dangu, de Gandelu etc. (* 1582; † Oktober 1615[9]), Tochter von Guillaume de Montmorency, seigneur de Thoré etc., und Anne de Lalaing
- Antoinette († 12. Juli 1596)
- Louise († April 1602), Äbtissin von Notre-Dame de Troyes
- Marguerite († 9. August 1645[10]), bestattet in der Cölestinerkirche von Paris; ⚭ (Ehevertrag 28. April 1607) René Potier, 1. Duc de Tresmes, Pair de France (* um 1579; † 1. Februar 1670 in Paris)
- Françoise (* 15. Dezember 1583; † 16. Dezember 1583)
- Gabrielle († klein)

Als Witwer heiratete er in zweiter Ehe Marguerite de Lorraine (* 14. Mai 1564 in Nomeny; † 20. September 1625), bestattet in der Kapuzinerkirche in Paris, Tochter von Nicolas de Lorraine, duc de Mercœur, Pair de France, und Jeanne de Savoie-Nemours, Witwe von Anne de Joyeuse, 1. Duc de Joyeuse, Pair de France († 1587). Ihr einziges Kind war:
- Françoise († klein)[11]